# Eusattodera intermixtus
Eusattodera intermixtus là một loài bọ cánh cứng trong họ Chrysomelidae. Loài này được Fall miêu tả khoa học năm 1910.